# Macaye
Macaye [makaj] (Makea en basque) est une commune française située dans le département des Pyrénées-Atlantiques, en région Nouvelle-Aquitaine.
Le gentilé est Makear,.

## Géographie

### Localisation
La commune de Macaye se trouve dans le département des Pyrénées-Atlantiques, en région Nouvelle-Aquitaine.
Elle se situe à 118 km par la route de Pau, préfecture du département, à 31 km de Bayonne, sous-préfecture, et à 12 km de Cambo-les-Bains, bureau centralisateur du canton de Baïgura et Mondarrain dont dépend la commune depuis 2015 pour les élections départementales.
La commune fait en outre partie du bassin de vie de Hasparren.
Les communes les plus proches sont : 
Mendionde (1,7 km), Louhossoa (3,5 km), Bonloc (5,6 km), Hasparren (5,7 km), Hélette (6,6 km), Itxassou (7,2 km), Cambo-les-Bains (7,3 km), Bidarray (7,8 km).

Sur le plan historique et culturel, Macaye fait partie de la province du Labourd, un des sept territoires composant le Pays basque,. Le Labourd est traversé par la vallée alluviale de la Nive et rassemble les plus beaux villages du Pays basque. Depuis 1999, l'Académie de la langue basque ou Euskalzaindia divise le territoire du Labourd en six zones,. La commune est dans la zone Lapurdi Ekialdea (Labourd-Est), à l’est de ce territoire.

### Communes limitrophes
Les communes limitrophes sont  Bidarray, Cambo-les-Bains, Hasparren, Hélette, Irissarry, Louhossoa, Mendionde et Ossès.
| Cambo-les-Bains | Hasparren | Mendionde                 |
| Louhossoa       | Macaye    | Mendionde                 |
| Louhossoa       | Bidarray  | Hélette, Irissarry, Ossès |

### Hydrographie

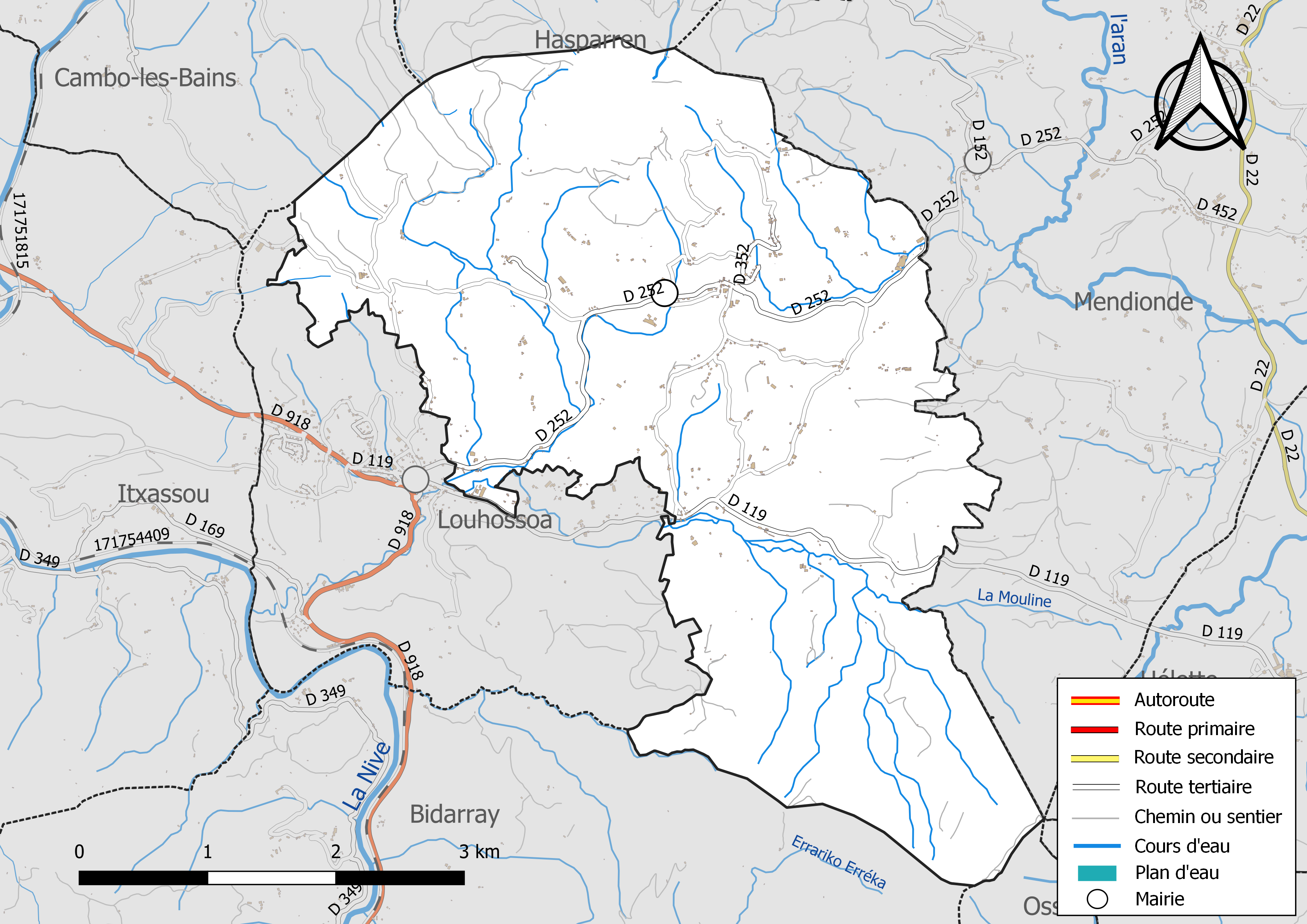
Réseaux hydrographique et routier de Macaye.

La commune est drainée par un bras de la Mouline, la Mouline, et par divers petits cours d'eau, constituant un réseau hydrographique de 36 km de longueur totale,.

### Climat
Pour des articles plus généraux, voir Climat de la Nouvelle-Aquitaine et Climat des Pyrénées-Atlantiques.
Historiquement, la commune est exposée à un micro climat océanique basque.  
En 2020, Météo-France publie une typologie des climats de la France métropolitaine dans laquelle la commune est exposée à un climat de montagne et est dans la région climatique Pyrénées atlantiques, caractérisée par une pluviométrie élevée (>1 200 mm/an) en toutes saisons, des hivers très doux (7,5 °C en plaine) et des vents faibles.
Pour la période 1971-2000, la température annuelle moyenne est de 13,4 °C, avec une amplitude thermique annuelle de 13 °C. Le cumul annuel moyen de précipitations est de 1 468 mm, avec 12,8 jours de précipitations en janvier et 8,5 jours en juillet. Pour la période 1991-2020, la température moyenne annuelle observée sur la station météorologique la plus proche, située sur la commune d'Espelette à 11 km à vol d'oiseau, est de 14,6 °C et le cumul annuel moyen de précipitations est de 1 723,4 mm,. Pour l'avenir, les paramètres climatiques de la commune estimés pour 2050 selon différents scénarios d’émission de gaz à effet de serre sont consultables sur un site dédié publié par Météo-France en novembre 2022.

### Milieux naturels et biodiversité

#### Réseau Natura 2000
Le réseau Natura 2000 est un réseau écologique européen de sites naturels d'intérêt écologique élaboré à partir des Directives « Habitats » et « Oiseaux », constitué de zones spéciales de conservation (ZSC) et de zones de protection spéciale (ZPS).
Trois sites Natura 2000 ont été définis sur la commune au titre de la « directive Habitats », : 
- « la Nive », d'une superficie de 9 473 ha, un des rares bassins versants à accueillir l'ensemble des espèces de poissons migrateurs du territoire français, excepté l'Esturgeon européen[24] ;
- le « massif du Baygoura », d'une superficie de 3 297 ha, un massif montagneux à landes et pelouses exploité par le pastoralisme[25] ;
- « la Joyeuse (cours d'eau) », d'une superficie de 1 444 ha, un réseau hydrographique des coteaux basques[26].

#### Zones naturelles d'intérêt écologique, faunistique et floristique
L’inventaire des zones naturelles d'intérêt écologique, faunistique et floristique (ZNIEFF) a pour objectif de réaliser une couverture des zones les plus intéressantes sur le plan écologique, essentiellement dans la perspective d’améliorer la connaissance du patrimoine naturel national et de fournir aux différents décideurs un outil d’aide à la prise en compte de l’environnement dans l’aménagement du territoire.
Une ZNIEFF de type 1 est recensée sur la commune, : 
les « mont Baigura et crête d'Haltzamendi » (616,19 ha), couvrant 6 communes du département et trois ZNIEFF de type 2,, : 
- les « landes du mont Ursuya » (1 051,97 ha), couvrant 3 communes du département[29] ;
- le « massif du Baigura » (4 200,57 ha), couvrant 7 communes du département[30] ;
- le « réseau hydrographique et vallée de l'Ardanavy » (679,96 ha), couvrant 12 communes du département[31].

## Urbanisme

### Typologie
Au 1er janvier 2024, Macaye est catégorisée commune rurale à habitat dispersé, selon la nouvelle grille communale de densité à sept niveaux définie par l'Insee en 2022.
Elle est située hors unité urbaine. Par ailleurs la commune fait partie de l'aire d'attraction de Bayonne (partie française), dont elle est une commune de la couronne,. Cette aire, qui regroupe 56 communes, est catégorisée dans les aires de 200 000 à moins de 700 000 habitants,.

### Occupation des sols

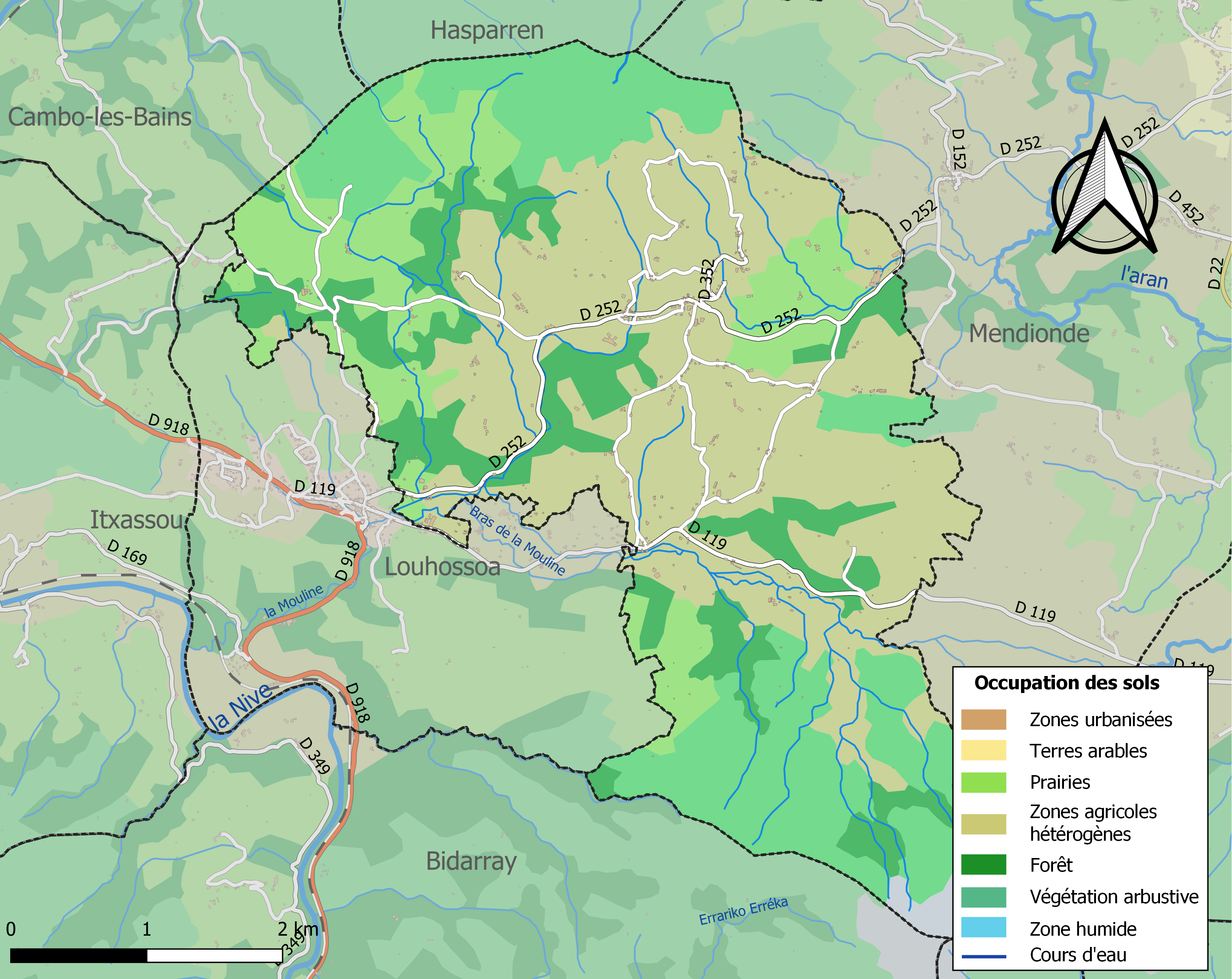
Carte des infrastructures et de l'occupation des sols de la commune en 2018 (CLC).

L'occupation des sols de la commune, telle qu'elle ressort de la base de données européenne d’occupation biophysique des sols Corine Land Cover (CLC), est marquée par l'importance des territoires agricoles (60 % en 2018), en augmentation par rapport à 1990 (57,6 %). La répartition détaillée en 2018 est la suivante : 
zones agricoles hétérogènes (44,4 %), milieux à végétation arbustive et/ou herbacée (22,5 %), forêts (15,6 %), prairies (15,5 %), espaces ouverts, sans ou avec peu de végétation (1,9 %). L'évolution de l’occupation des sols de la commune et de ses infrastructures peut être observée sur les différentes représentations cartographiques du territoire : la carte de Cassini (XVIIIe siècle), la carte d'état-major (1820-1866) et les cartes ou photos aériennes de l'IGN pour la période actuelle (1950 à aujourd'hui).

### Lieux-dits et hameaux
Quatre quartiers composent la commune de Macaye :
- Herribeherea ;
- Urtsua ;
- Zahiola ;
- Baigura.

### Voies de communication et transports
Macaye est desservie par la route départementale D 252 entre Mendionde et Louhossoa.

### Risques majeurs
Le territoire de la commune de Macaye est vulnérable à différents aléas naturels : météorologiques (tempête, orage, neige, grand froid, canicule ou sécheresse), inondations, feux de forêts, mouvements de terrains et séisme (sismicité moyenne). Un site publié par le BRGM permet d'évaluer simplement et rapidement les risques d'un bien localisé soit par son adresse soit par le numéro de sa parcelle.
Certaines parties du territoire communal sont susceptibles d’être affectées par le risque d’inondation par une crue à  débordement lent de cours d'eau. La commune a été reconnue en état de catastrophe naturelle au titre des dommages causés par les inondations et coulées de boue survenues en 1982, 1983, 1995, 2009, 2010, 2014 et 2021,.
Macaye est exposée au risque de feu de forêt. En 2020, le premier plan de protection des forêts contre les incendies (PDPFCI) a été adopté pour la période 2020-2030. La réglementation des usages du feu à l’air libre et les obligations légales de débroussaillement dans le département des Pyrénées-Atlantiques font l'objet d'une consultation de public ouverte du 16 septembre au 7 octobre 2022,.
Les mouvements de terrains susceptibles de se produire sur la commune sont des affaissements et effondrements liés aux cavités souterraines (hors mines). Afin de mieux appréhender le risque d’affaissement de terrain, un inventaire national permet de localiser les éventuelles cavités souterraines sur la commune.

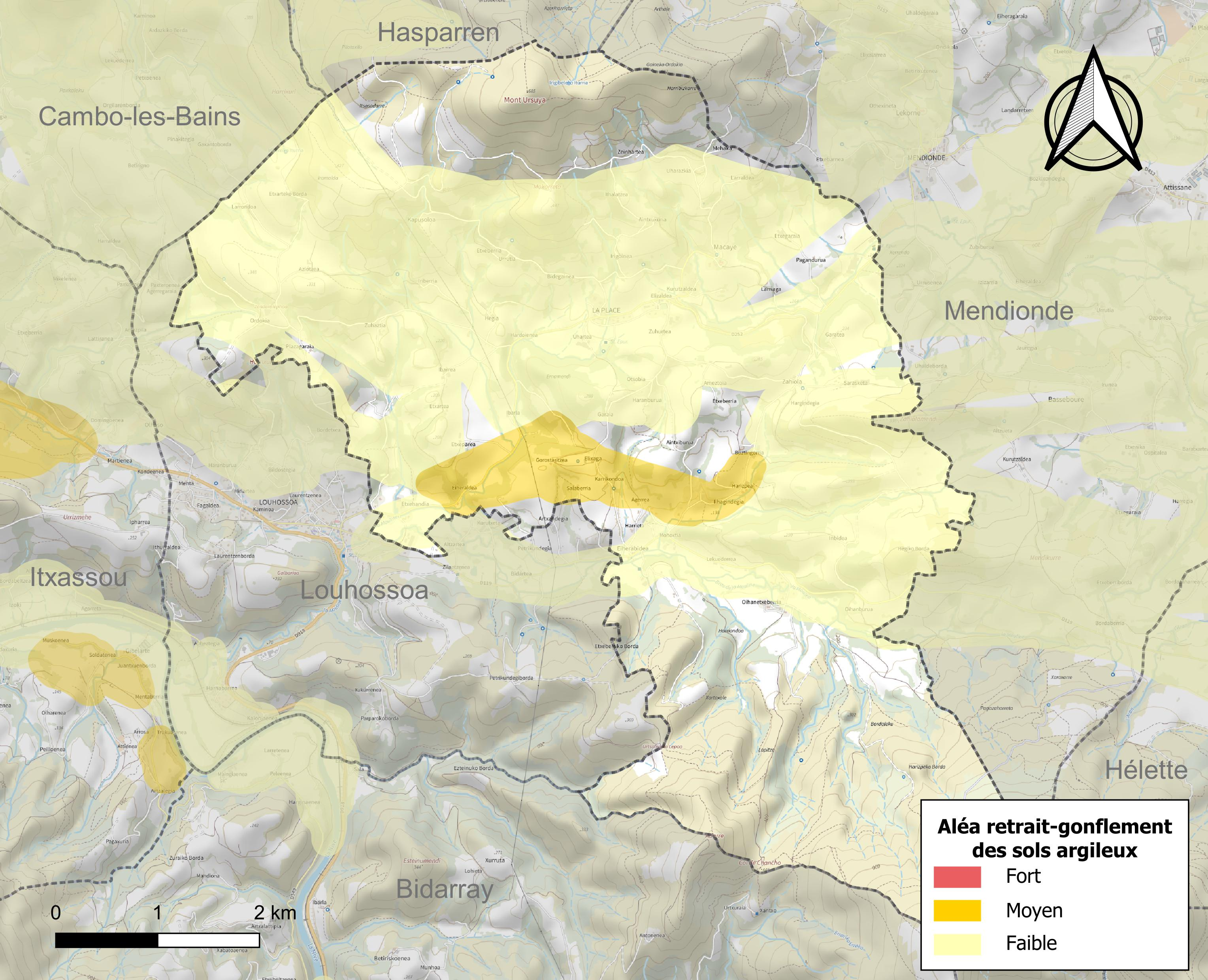
Carte des zones d'aléa retrait-gonflement des sols argileux de Macaye.

Le retrait-gonflement des sols argileux est susceptible d'engendrer des dommages importants aux bâtiments en cas d’alternance de périodes de sécheresse et de pluie. 5,3 % de la superficie communale est en aléa moyen ou fort (59 % au niveau départemental et 48,5 % au niveau national). Depuis le 1er octobre 2020, en application de la loi ELAN, différentes contraintes s'imposent aux vendeurs, maîtres d'ouvrages ou constructeurs de biens situés dans une zone classée en aléa moyen ou fort,.
Concernant les mouvements de terrains, la commune a été reconnue en état de catastrophe naturelle au titre des dommages causés par des mouvements de terrain en 2014 et 2021.

## Toponymie

### Attestations anciennes
Le toponyme Macaye apparaît sous les formes Maqueyaga et Maqueya (1311), Macayaga (1344), Maccaie (1599, titres de Navarre), Macaye (1650, carte du Gouvernement Général de Guienne et Guascogne et Pays circonvoisins), Maquaie et Sanctus-Stephanus de Macaye (1683 pour les deux dernières formes, collations du diocèse de Bayonne) et Makaia et Makea au XIXe siècle.

### Autres toponymes
Le toponyme Adarré désigne un mont entre Macaye et Bidarray (1863, dictionnaire topographique Béarn-Pays basque).
Le toponyme Plaza apparaît sous la forme La place (1863, dictionnaire topographique Béarn-Pays basque).

### Graphie basque
Son nom basque actuel est Makea.

## Histoire
Paul Raymond note que la vicomté de Macaye dépendait du royaume de Navarre.
En 1790, Macaye fut le chef-lieu d'un canton comprenant les communes de Macaye, Mendionde et Louhossoa, et dépendait du district d'Ustaritz.
En 1794, au plus fort de la Terreur, et à la suite de la désertion de quarante sept jeunes gens d'Itxassou, le Comité de salut public (arrêté du 13 ventôse an II - 3 mars 1794) fit arrêter et déporter une partie des habitants (hommes, femmes et enfants) d'Ainhoa, Ascain, Espelette, Itxassou, Sare et Souraïde, décrétées, comme les autres communes proches de la frontière espagnole, communes infâmes. Cette mesure fut étendue à Biriatou, Cambo, Larressore, Louhossoa, Mendionde et Macaye.
Les habitants furent « réunis dans diverses maisons nationales, soit dans le district d'Ustaritz, soit dans celles de la Grande Redoute, comme de Jean-Jacques Rousseau ». En réalité, ils furent regroupés dans les églises, puis déportés dans des conditions très précaires à Bayonne, Capbreton, Saint-Vincent-de-Tyrosse et à Ondres. Les départements où furent internés les habitants des communes citées furent le Lot, le Lot-et-Garonne, le Gers, les Landes, les Basses-Pyrénées (partie béarnaise) et les Hautes-Pyrénées.
Le retour des exilés et le recouvrement de leurs biens furent décidés par une série d'arrêtés pris le 29 septembre et le 1er octobre 1794, poussés dans ce sens par le directoire d'Ustaritz : « Les ci-devant communes de Sare, Itxassou, Ascain, Biriatou et Serres, dont les habitants internés il y a huit mois par mesure de sûreté générale, n'ont pas été cultivées. Les habitants qui viennent d'obtenir la liberté de se retirer dans leurs foyers, demandent à grands cris des subsistances sans qu'on puisse leur procurer les moyens de satisfaire à ce premier besoin de l'homme, la faim. ». La récupération des biens ne se fit pas sans difficulté ; ceux-ci avaient été mis sous séquestre mais n'avaient pas été enregistrés et avaient été livrés au pillage : « Les biens, meubles et immeubles des habitants de Sare, n'ont été ni constatés ni légalement décrits ; tous nos meubles et effets mobiliers ont été enlevés et portés confusément dans les communes voisines. Au lieu de les déposer dans des lieux sûrs, on en a vendu une partie aux enchères, et une autre partie sans enchères. »

## Héraldique
| Blason | Blasonnement : D'azur à une montagne à deux coupeaux d'argent mouvante de la pointe surmontée d'un soleil d'or. |

## Politique et administration
| Période                                  | Période  | Identité      | Étiquette | Qualité |
| ---------------------------------------- | -------- | ------------- | --------- | ------- |
| 1995                                     | 2008     | Jean Camblong |           |         |
| 2008                                     | En cours | Alain Dubois  | PNB       |         |
| Les données manquantes sont à compléter. |          |               |           |         |

### Intercommunalité
Macaye fait partie de huit structures intercommunales :
- la communauté d'agglomération du Pays Basque ;
- le SIVU Bai Gurea ;
- le SIVU de regroupement pédagogique de Mendionde - Macaye Gure Eskola ;
- le syndicat AEP Macaye - Louhossoa ;
- le syndicat d'assainissement Adour - Ursuïa ;
- le syndicat d’énergie des Pyrénées-Atlantiques ;
- le syndicat intercommunal pour le soutien à la culture basque ;
- le syndicat mixte du bassin versant de la Nive.

La commune accueille le siège du syndicat AEP Macaye - Louhossoa.

## Population et société

### Démographie
Le rôle de la contribution patriotique du 5 mars 1790 dénombre 189 « feux » (comprendre : foyers) à Macaye, pour une population totale d’environ 1030 à 1050 habitants.
Ce même rôle décompte les actifs de la commune :
- 105 laboureurs (dont 71 propriétaires et 34 métayers) ;
- 20 journaliers ;
- 19 artisans (dont 4 tisserands, 6 duranguiers, 2 forgerons, 2 cordonniers, 2 charpentiers, 1 corroyeur) ;
- 18 femmes seules ;
- 2 vignerons ;
- 2 marchands ;
- 2 prêtres ;
- 7 divers (un notaire, un régent, une benoîte, une servante, un sonneur de cloches, un voiturier et un chirurgien) ;
- 9 « non identifiés ».

L'évolution du nombre d'habitants est connue à travers les recensements de la population effectués dans la commune depuis 1793. Pour les communes de moins de 10 000 habitants, une enquête de recensement portant sur toute la population est réalisée tous les cinq ans, les populations de référence des années intermédiaires étant quant à elles estimées par interpolation ou extrapolation. Pour la commune, le premier recensement exhaustif entrant dans le cadre du nouveau dispositif a été réalisé en 2005.

En 2022, la commune comptait 594 habitants, en évolution de +4,39 % par rapport à 2016 (Pyrénées-Atlantiques : +3,78 %, France hors Mayotte : +2,11 %).
| 1793 | 1800  | 1806 | 1821 | 1831 | 1836 | 1841 | 1846 | 1851 |
| ---- | ----- | ---- | ---- | ---- | ---- | ---- | ---- | ---- |
| 861  | 1 355 | 872  | 803  | 816  | 868  | 781  | 814  | 806  |

| 1856 | 1861 | 1866 | 1872 | 1876 | 1881 | 1886 | 1891 | 1896 |
| ---- | ---- | ---- | ---- | ---- | ---- | ---- | ---- | ---- |
| 845  | 780  | 746  | 751  | 718  | 694  | 693  | 728  | 719  |

| 1901 | 1906 | 1911 | 1921 | 1926 | 1931 | 1936 | 1946 | 1954 |
| ---- | ---- | ---- | ---- | ---- | ---- | ---- | ---- | ---- |
| 711  | 712  | 678  | 627  | 665  | 662  | 616  | 597  | 542  |

| 1962 | 1968 | 1975 | 1982 | 1990 | 1999 | 2005 | 2006 | 2010 |
| ---- | ---- | ---- | ---- | ---- | ---- | ---- | ---- | ---- |
| 504  | 512  | 468  | 463  | 476  | 529  | 530  | 535  | 550  |

| 2015 | 2020 | 2022 | - | - | - | - | - | - |
| ---- | ---- | ---- | - | - | - | - | - | - |
| 560  | 582  | 594  | - | - | - | - | - | - |

## Économie
La coopérative Berria de Onetik est installée à Macaye et produit le Bleu des Basques. L'activité est principalement agricole. La commune fait partie de la zone d'appellation de l'ossau-iraty.

## Culture locale et patrimoine

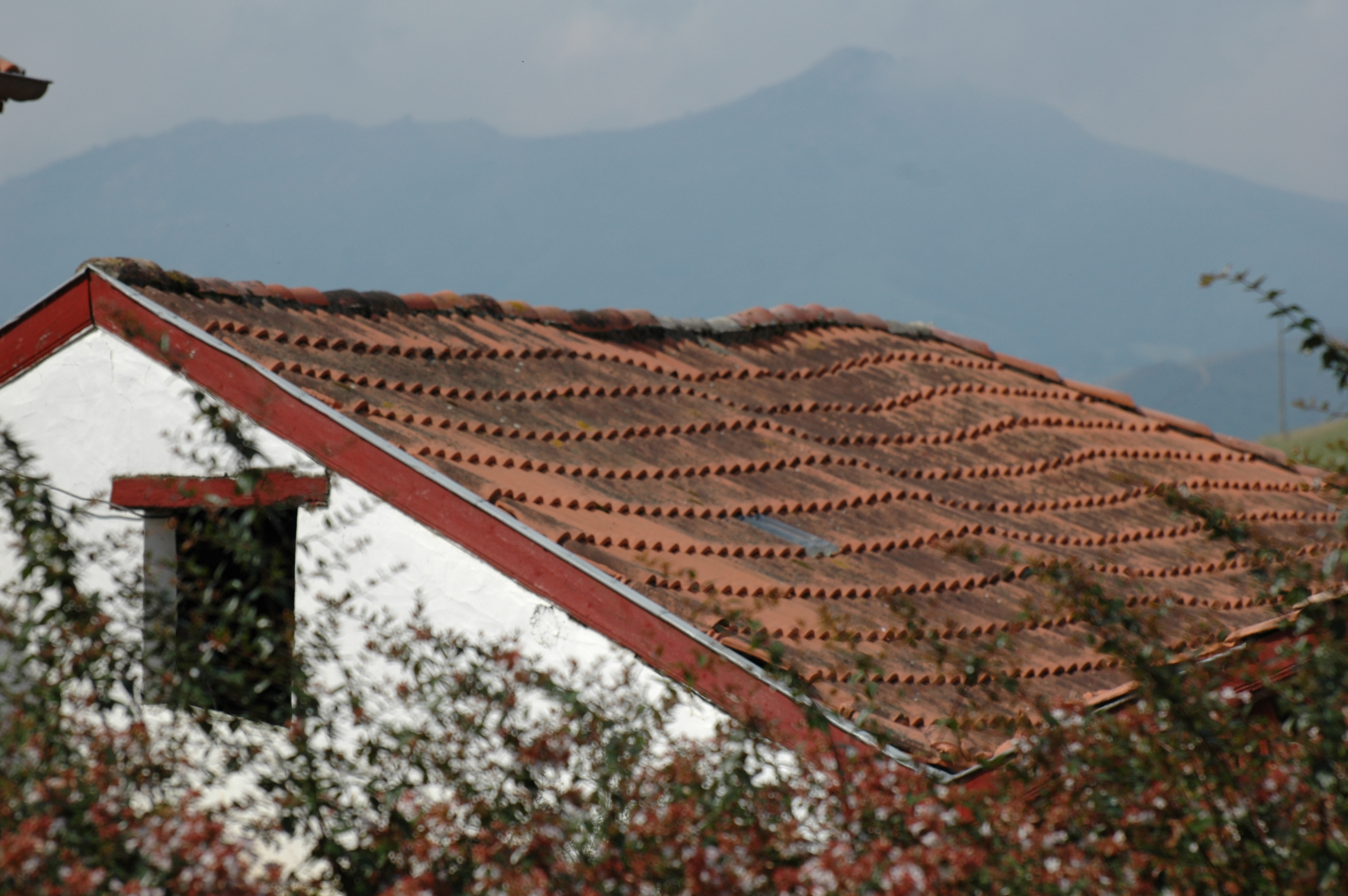
Toiture vénérable.

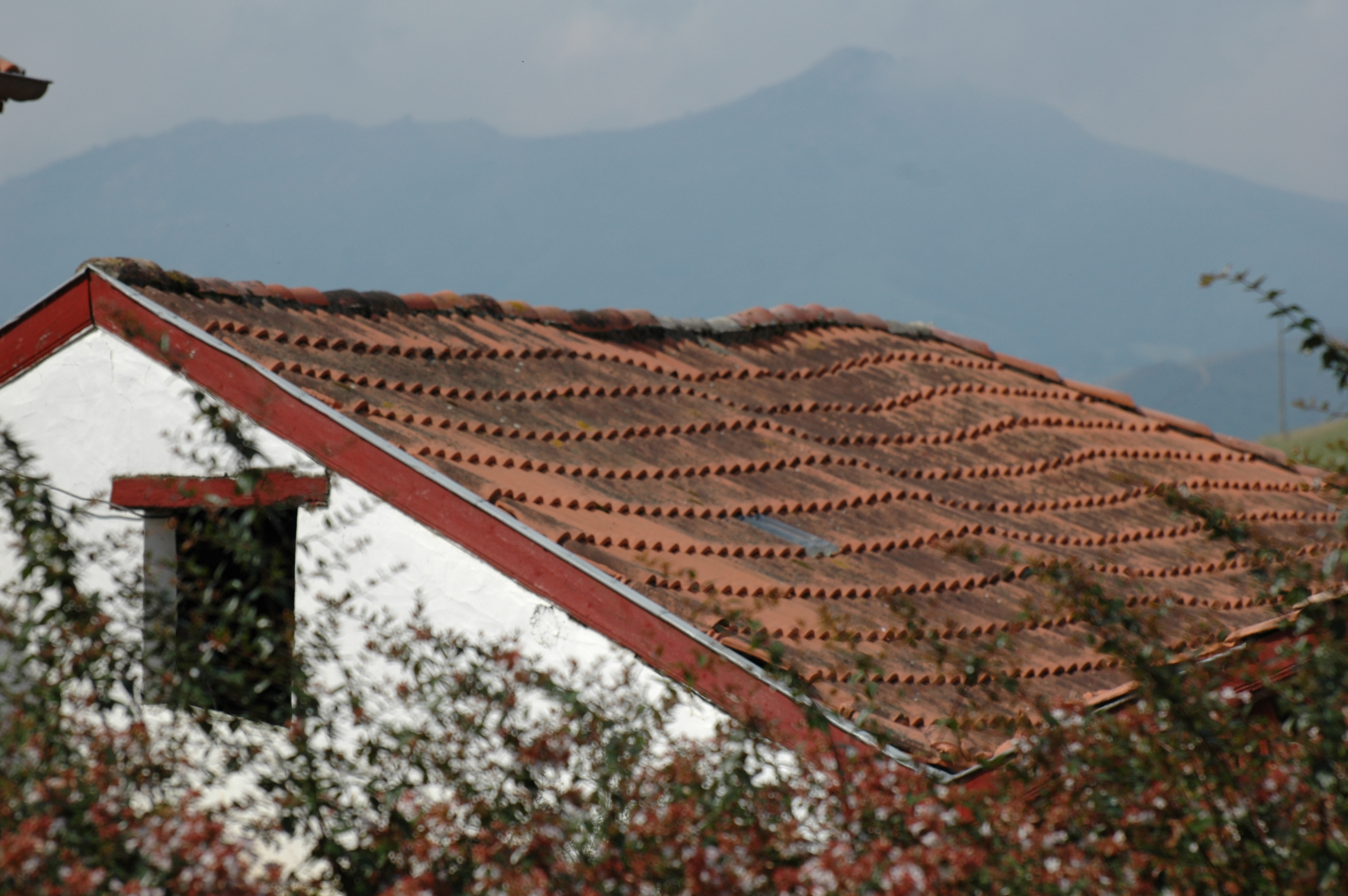
Toiture vénérable.
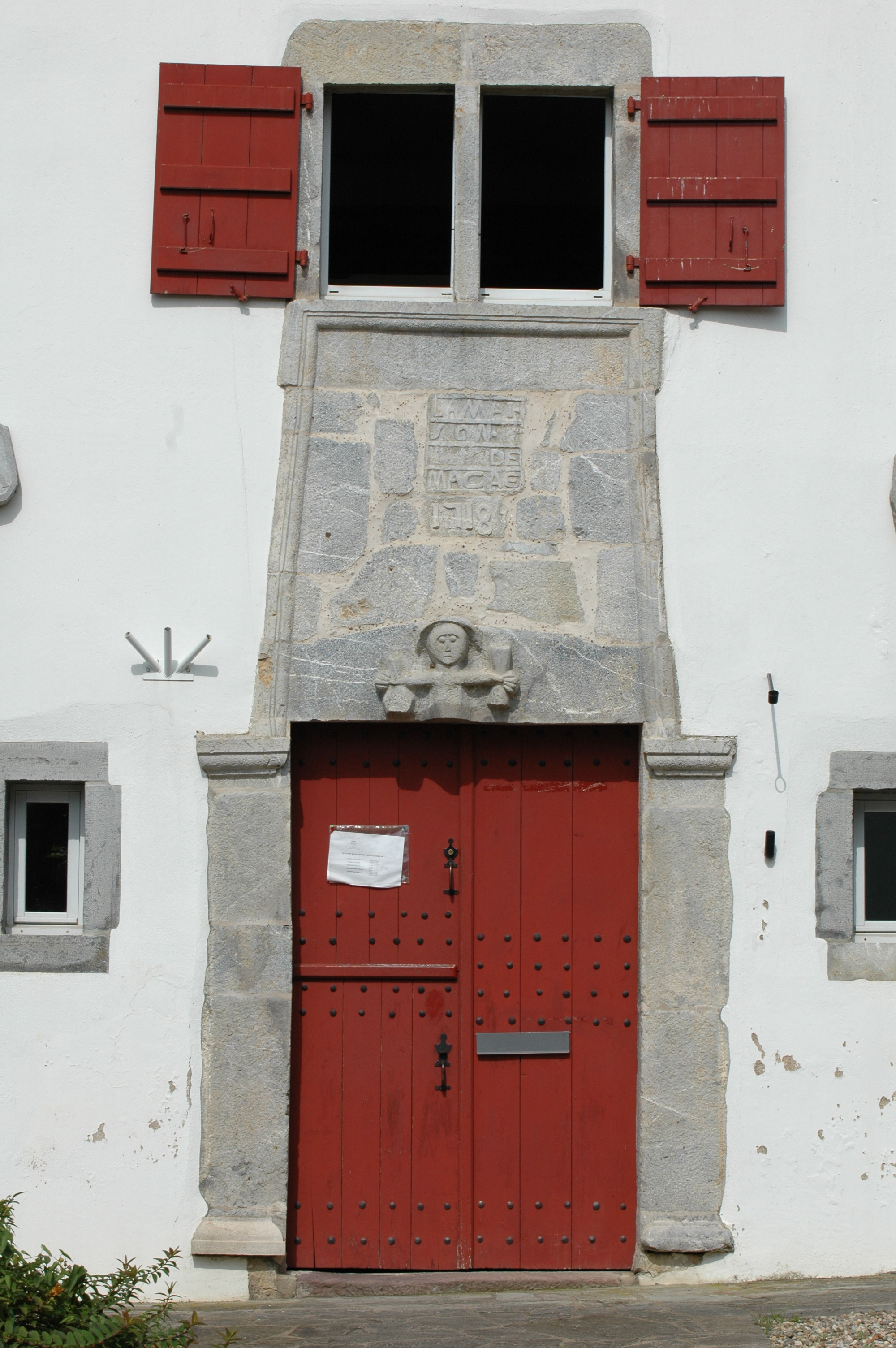
Porte bouteille.
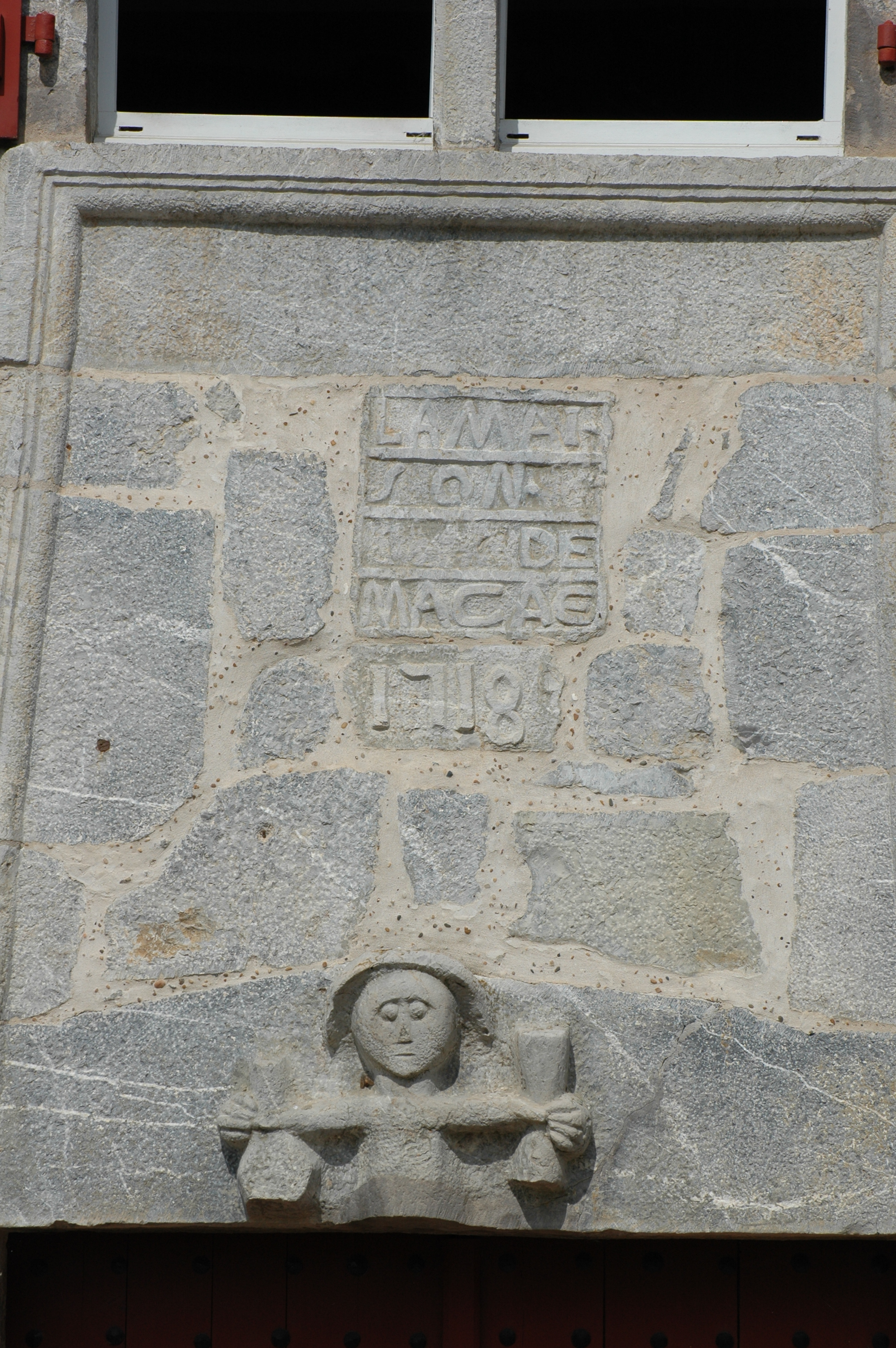
Linteau sculpté.
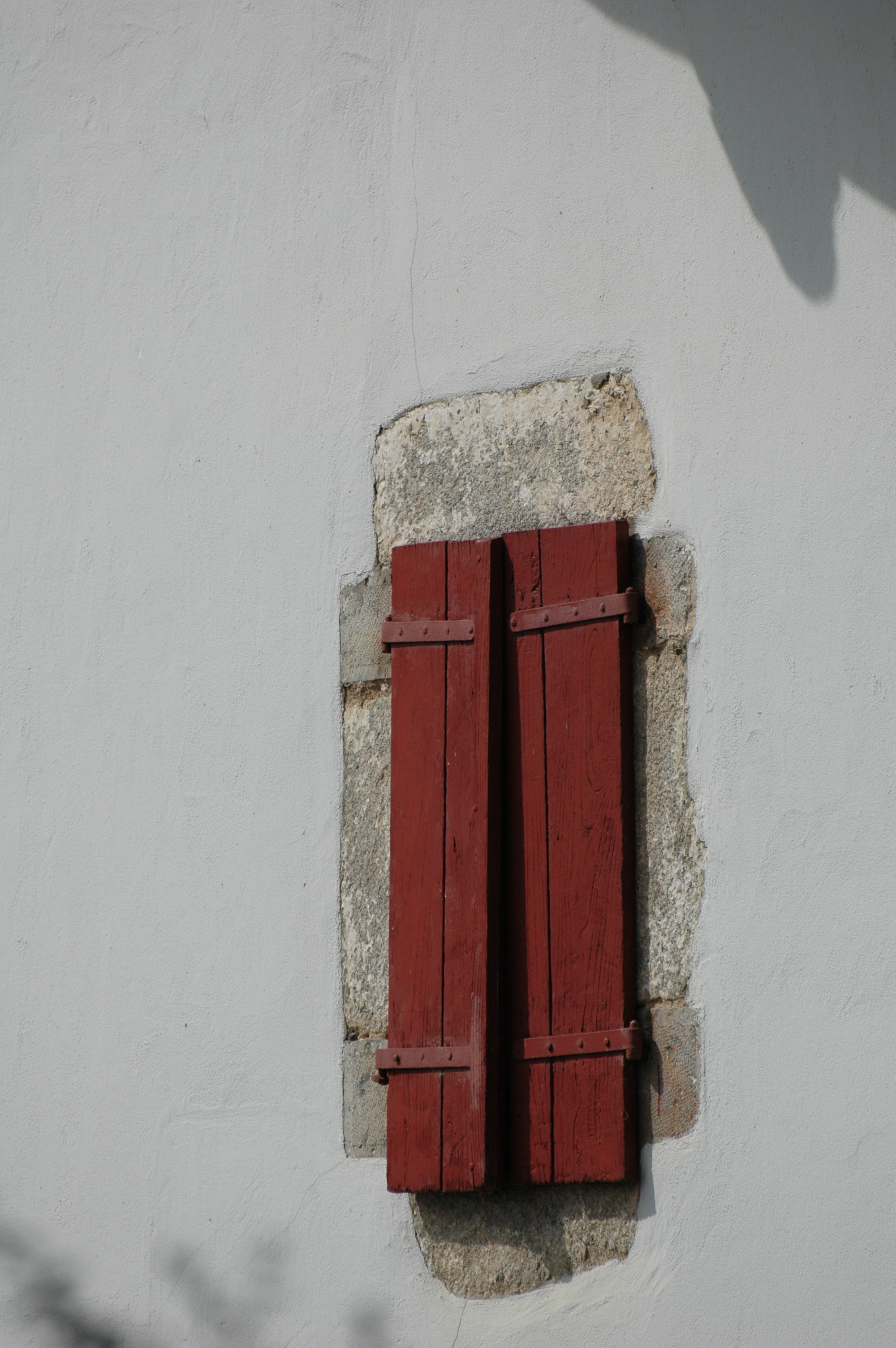
Fenêtre.

### Langues
D'après la Carte des Sept Provinces Basques éditée en 1863 par le prince Louis-Lucien Bonaparte, le dialecte basque parlé à Macaye est le bas-navarrais occidental.

### Patrimoine civil
- Le camp protohistorique et l'enceinte à parapets de terre[65] sont inscrits aux monuments historiques depuis 1980.

### Patrimoine religieux
- Stèles discoïdales.
- Église Saint-Étienne de Macaye.

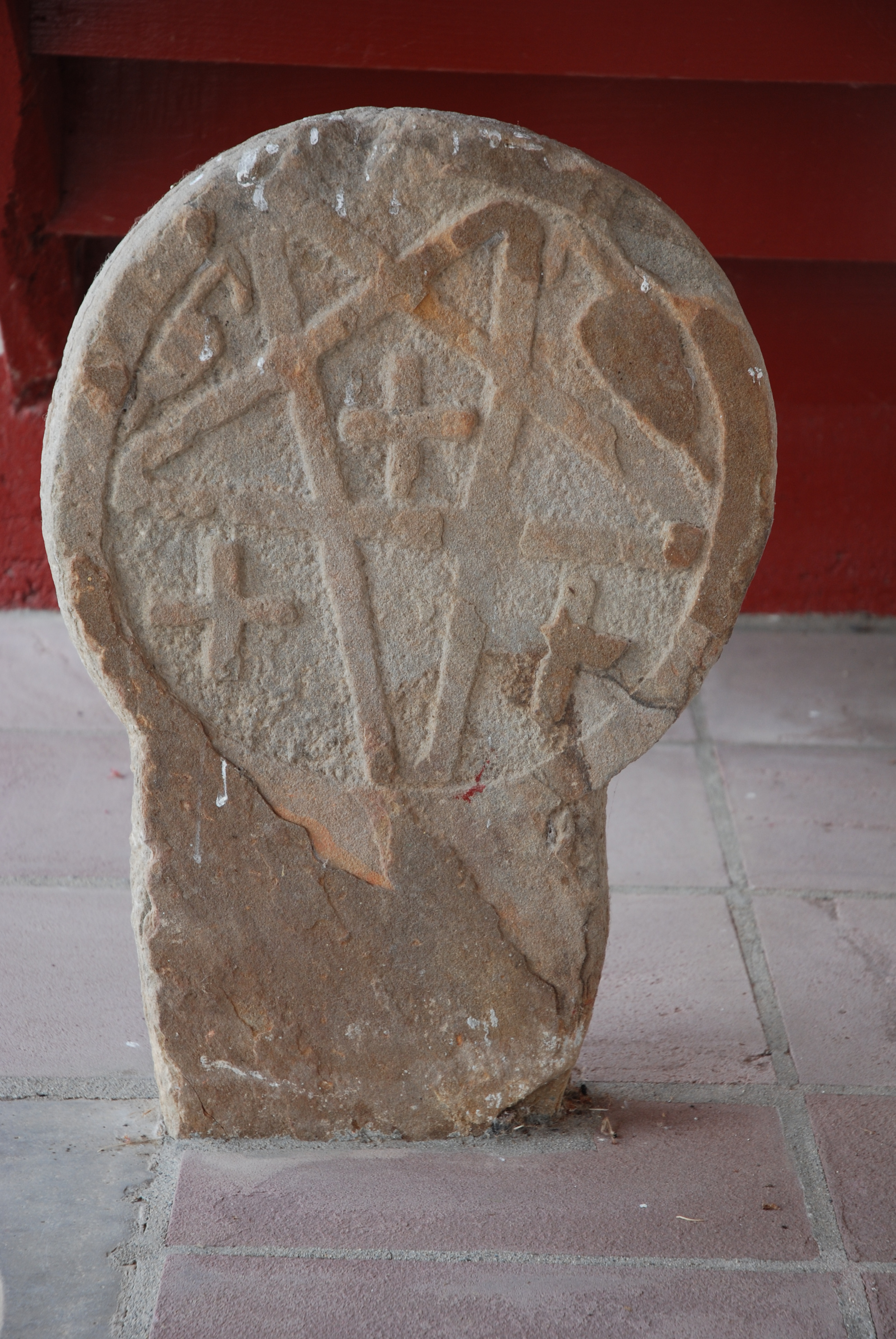
Stèle discoïdale à Macaye.
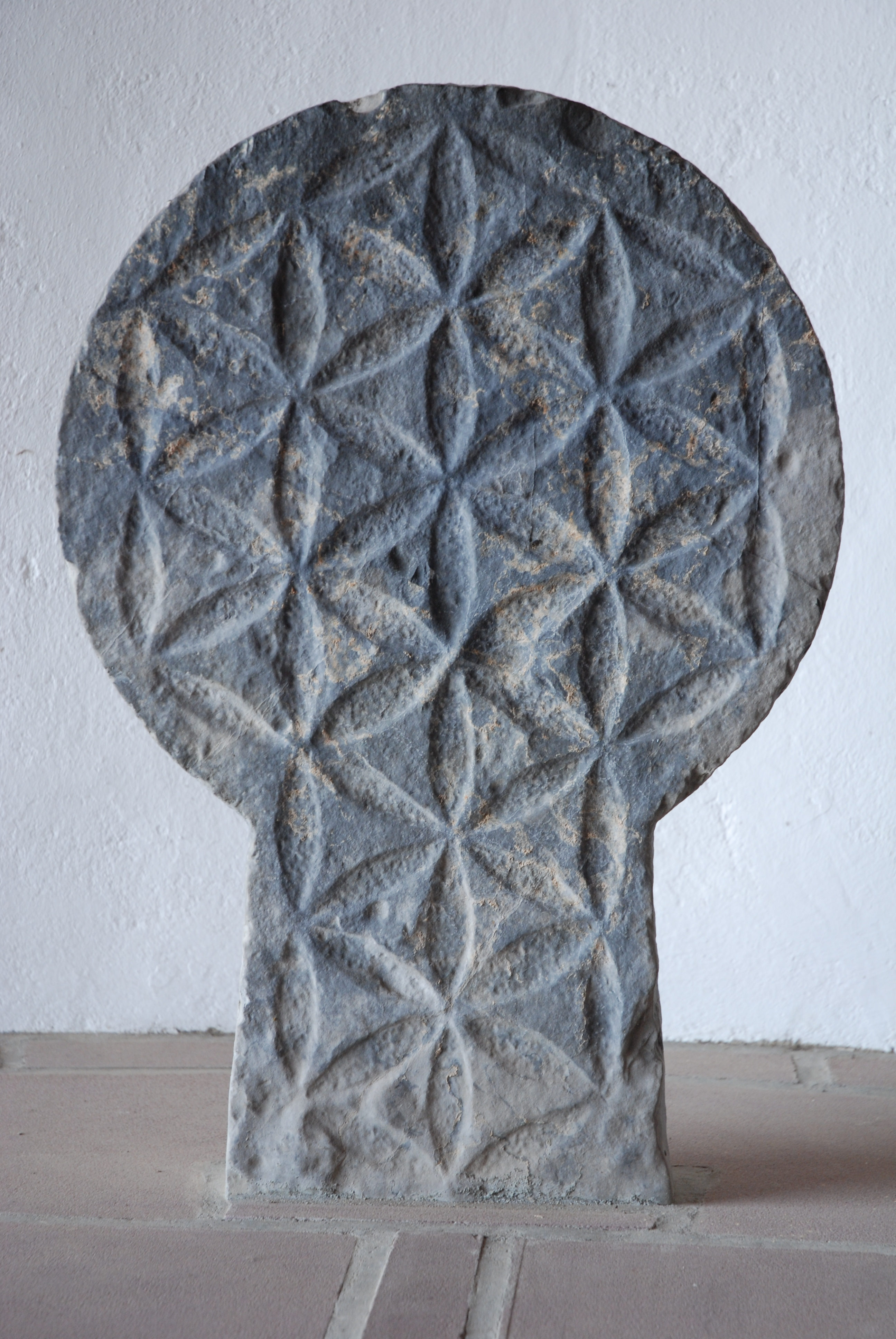
Stèle discoïdale à Macaye.
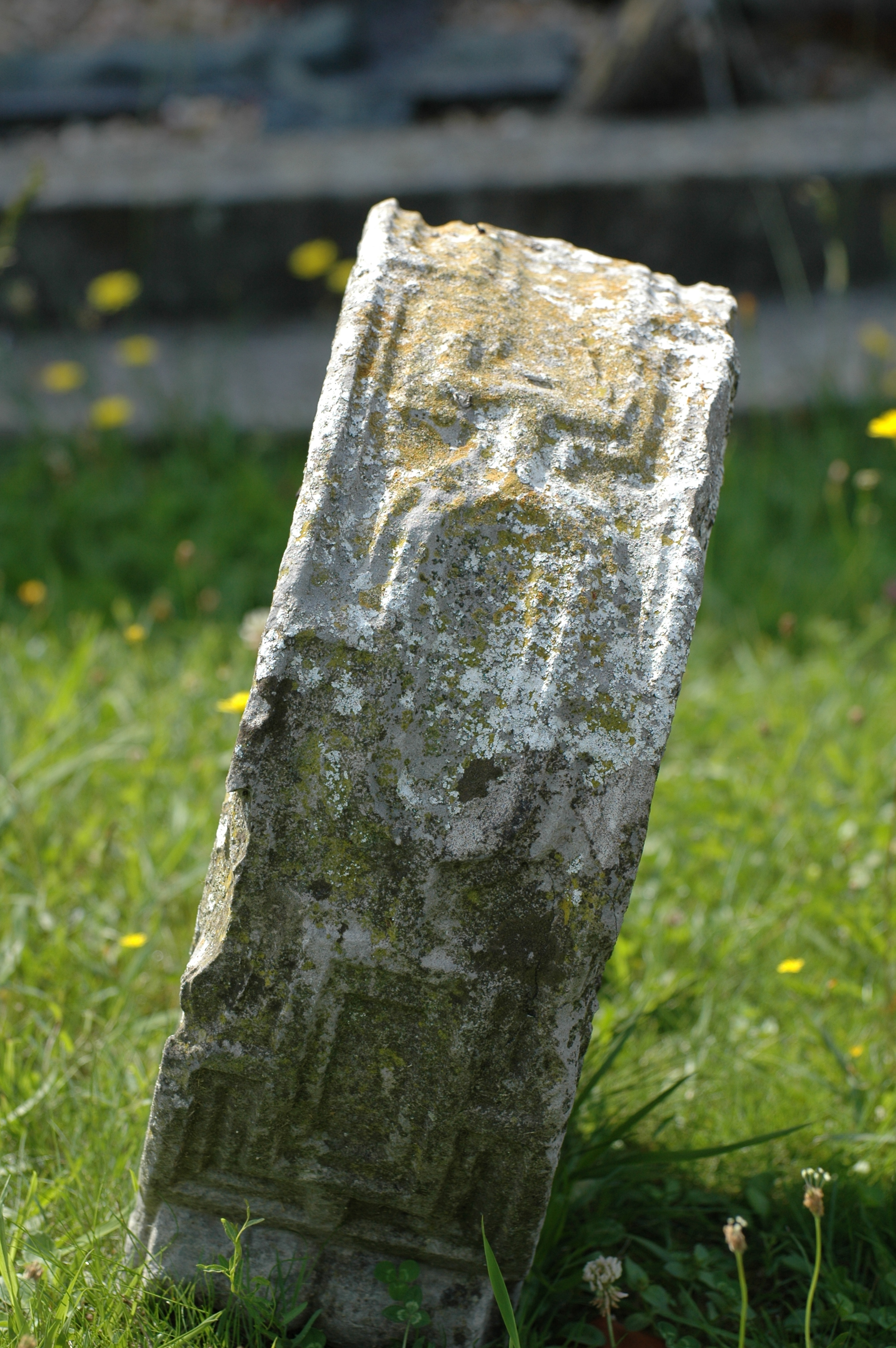
Stèle discoïdale à Macaye.

- La commune fait partie de la voie de la Nive, variante du chemin de Saint-Jacques-de-Compostelle suivie par les pèlerins qui, de Bayonne, recherchaient à regagner le Camino Navarrais avant sa traversée des Pyrénées, à Saint-Jean-Pied-de-Port.

## Équipements

### Enseignement
Macaye dispose d'une école primaire.

## Personnalités liées à la commune

### Vicomtes de Macaye
- La famille de Belzunce qui détenait la vicomté de Macaye.
- La famille Haraneder de Macaye:
  - Marie-Renée-Thérèse de Castaignoles, vicomtesse de Macaye, issue des Belzunce, décédée à Macaye le 1er mars 1785, agée de 90 ans. Mariée en 1711 à son cousin Armand II de Belzunce († 1718) puis en 1719 à Dominique de Haraneder († 1762);
  - Jean-Pierre de Haraneder, fils de Marie-Renée-Thérèse, vicomte de Macaye en 1762, mort à Ustaritz le 26 ventôse an II (16 mars 1794). Épouse en Espagne Marie-Josèphe-Pétronille Aizpurua, décédée à Macaye le 4 mai 1790.
  - Pierre-Nicolas de Haraneder, fils de Jean-Pierre, vicomte "jeune" de Macaye en 1785, député du Labourd en 1789. Épouse Jeanne-Marie-Bernardine Betbeder, décédée à Macaye le 29 janvier 1842.

### Nées auXIXesiècle
- Ganix de Macaye, un contrebandier célèbre qui vécut au XIXe siècle.

### Nées auXXesiècle
- Morton H. Levine,, né en Californie et décédé en 1982, est un anthropologue nord-américain qui, durant les années 60, fit les premières recherches qui permirent de mettre en exergue les particularités hématologiques propres aux Basques, auprès de la totalité de la population des villages de Macaye et d'Ahetze. Les études mirent en évidence, par rapport aux populations environnantes, la fréquence élevée du groupe sanguin O et des rhésus négatifs, ainsi que les particularités de distribution des antigènes Gm et HL-A.
- Ramuntxo Camblong, né en 1940 à Macaye, est un homme politique, conseiller municipal à Anglet depuis 2001.